# Хренников, Тихон Николаевич
Ти́хон Никола́евич Хре́нников (28 мая (10 июня) 1913, Елец, Орловская губерния — 14 августа 2007, Москва) — русский (советский и современный российский) композитор, пианист, музыкально-общественный деятель, педагог, профессор Московской консерватории.
Герой Социалистического Труда (1973). Народный артист СССР (1963). Лауреат Ленинской премии (1974), трёх Сталинских премий II степени (1942, 1946, 1952), Государственной премии СССР (1967) и Государственной премии РСФСР им. М. И. Глинки (1979).
Автор 8 опер, 5 балетов, 3 симфоний, 8 инструментальных концертов, музыки для 30 кинофильмов, многочисленных произведений камерной, вокальной и программной музыки и музыки для театральных постановок.
Первый секретарь Правления Союза композиторов СССР в 1948—1991 годах.

## Биография

### Ранние годы
Родился 28 мая (10 июня) 1913 года в Ельце (ныне Липецкая область) в семье приказчика у местных купцов Николая Ивановича Хренникова (1859—1933) и домохозяйки Варвары Васильевны Хренниковой (1872—1943). Был самым младшим, десятым ребёнком. Братья и сёстры: Николай (1890—1942), Борис (1892—1942), Софья (1894—1944), Глеб (1896—1917), Лидия (1898—1957), Надежда (1900—1992), Алексей (1903—1949), Митрофан (1905—1987), Нина (1909—2000).
В детстве играл на гитаре в струнном оркестре, пел в школьном хоре, с 9 лет начал учиться играть на фортепиано. Довольно скоро стал сочинять музыку — вальсы, марши, этюды, пьесы.
Увлёкся музыкой во время пребывания в Ельце пианиста и композитора Владимира Агаркова, ученика Константина Игумнова, стал заниматься с Анной Фёдоровной Варгуниной. Зимой 1927—1928 годов прибыл в Москву и показал свои произведения Агаркову, который отнёсся к нему с симпатией и посоветовал сначала окончить среднее образование в Ельце, а затем учиться в Москве.
Весной 1929 года окончил школу-девятилетку; написав письмо Михаилу Гнесину и получив положительный ответ, поступил в Музыкальный техникум имени Гнесиных, который окончил в 1932 году. В техникуме занимался сразу по двум специальностям: в классе фортепиано у Эфраима Гельмана, в классе композиции — у Михаила Гнесина. Занимался по полифонии у Генриха Литинского.
В 1936 году окончил Московскую консерваторию. Обучался композиции у Виссариона Шебалина и фортепиано у Генриха Нейгауза. Хренников, к тому моменту уже состоявшийся композитор, за свою дипломную работу — Первую симфонию, которая к тому времени стала довольно популярной и исполнялась даже в США, по настоянию Сергея Прокофьева получил оценку «хорошо», а не «отлично».

### Зрелые годы
В 1933 году был приглашён работать в Московский театр для детей, которым руководила Наталия Сац. В этом же году состоялся его первый публичный концерт. В 1941 году заведовал музыкальной частью Театра Красной Армии.
В 1935 году состоялась премьера Первой симфонии, которая почти сразу приобрела мировую известность. За рубежом её впервые исполнил дирижёр Леопольд Стоковский, затем Юджин Орманди, а через некоторое время Артуро Тосканини.
В 1936 году Хренников пишет музыку к спектаклю «Много шума из ничего» У. Шекспира по заказу театра имени Вахтангова. Песни и романсы из этого спектакля впоследствии стали очень популярными. Их пели как оперные певцы — Николай Гяуров, Евгений Нестеренко, Леонид Болдин и др., так и эстрадные — Муслим Магомаев, Иосиф Кобзон и др. Позднее Хренников написал на основе этой музыки балет «Любовью за любовь» (1975), поставленный в Большом театре.
В 1939 году по заказу Владимира Немировича-Данченко написал оперу «В бурю», которая стала «первым успешным опытом претворения в музыке революционной темы», в ней композитор впервые вывел в опере Владимира Ленина. Постановку оперы осуществлял сам Немирович-Данченко в Московском музыкальном театре.
Уже в 1930-е годы вошёл в официальную обойму советских композиторов, представляя «композиторскую молодёжь». Характерно его выступление во время дискуссии о статьях в «Правде» «Сумбур вместо музыки» и «Балетная фальшь», состоявшейся в феврале 1936 года:

«Постановление от 23 апреля 1932 года было ставкой на сознательность советского художника. Этого экзамена советские художники не выдержали. После 23 апреля молодёжь устремилась на учёбу. Перед нами встал вопрос об овладении мастерством, овладении техникой. Наступило увлечение западными современниками. Имена Гиндемита [имелся в виду Хиндемит] и Кшенека стали именами передовых современных художников. […] После увлечения западническими тенденциями появилась тяга к простоте, подействовала работа в театрах, где требовалась простая, выразительная музыка. Мы росли, росло и наше самосознание, росло стремление быть по-настоящему советскими композиторами, людьми своей эпохи; сочинения Гиндемита перестали нас удовлетворять. Вскоре приехал Прокофьев, с заявлением, что советская музыка — это провинциализм, что самым современным композитором является Шостакович. У молодёжи наступило противоречивое состояние, вызванное, с одной стороны, личным стремлением к настоящей музыке, к тому, чтобы музыка была проще и понятнее массам, — и высказываниями таких музыкальных авторитетов, как Прокофьев, с другой. Критика писала хвалебные оды Шостаковичу. […] Как молодёжь реагировала на „Леди Макбет“? В опере есть большие мелодические куски, которые открыли нам некоторые творческие перспективы. Полную неприязнь вызвали антракты и многое другое».

В 1942 году состоялась премьера его Второй симфонии под управлением Николая Голованова.
В это время Хренников активно работает над музыкой к спектаклям и фильмам, в том числе «Свинарка и пастух» (1941), «В шесть часов вечера после войны» (1944), «Поезд идёт на восток» (1948), «Кавалер Золотой Звезды» (1950), Верные друзья (1954) и другим.
После войны началась большая общественная деятельность Хренникова, которую он научился совмещать с творчеством. В 1948 году он по личному распоряжению Иосифа Сталина был назначен генеральным секретарём Союза композиторов СССР. На этом посту он оставался на протяжении 43 лет. Долгое время было распространено мнение, что советские музыканты в период правления Хренникова не подвергались репрессиям. В интервью, данном пианисту Якову Немцову 8 ноября 2004 года в Москве, Хренников утверждал, что, благодаря его заступничеству, был «тут же освобождён» «задержанный» композитор Моисей Вайнберг, а также композитор Александр Веприк. В действительности Веприк провёл в ГУЛаге четыре года, а Вайнберг вышел на свободу в июне 1953 года после смерти Сталина. Вместе с тем, по свидетельству Евгения Кисина, композитор Михаил Меерович был благодарен Хренникову за то, что тот спас его от травли во время кампании борьбы с космополитизмом.

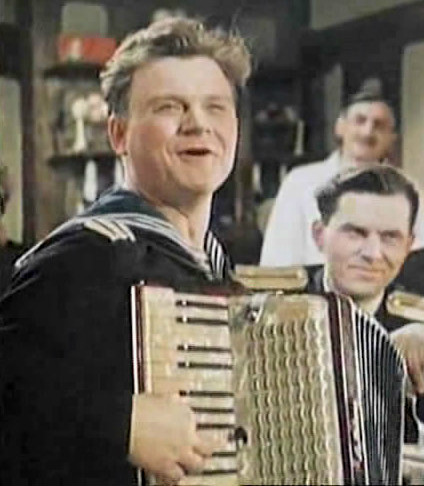
Тихон Хренников в роли пассажира в фильме «Поезд идёт на восток» (1947)

В 1949 году Хренников подверг критике молодого композитора Александра Локшина, воспользовавшись формулировками сталиниста, композитора Павла Апостолова; при этом «модернистскому» творчеству Локшина была противопоставлена кантата «Сон Степана Разина» Галины Уствольской в качестве образца истинного, народного по духу искусства. Это выступление вызвало возмущение Михаила Гнесина, обвинившего Хренникова в двуличии, поскольку тот не осмелился критиковать Локшина в профессиональной среде. В итоге Локшин был изгнан из академической среды.
«Борьба с формалистами» проводилась также в других странах: по свидетельству Дьёрдя Лигети, после официального визита Хренникова в Будапешт в 1948 году был снят с репертуара балет Белы Бартока «Чудесный мандарин», буквально за ночь были перенесены в запасники полотна французских импрессионистов. В 1952 году Лигети едва не был лишён права на преподавание за то, что демонстрировал студентам запрещённую партитуру «Симфонии псалмов» Игоря Стравинского; спасло его личное вмешательство Золтана Кодайя.
В 1950 году написал комическую оперу «Фрол Скобеев» по анонимной повести XVII века и одноимённой комедии Дмитрия Аверкиева, которая сразу после премьеры была запрещена Комитетом по делам искусств при Совнаркоме СССР как «идейно-порочная». В 1966 году Хренников отредактировал оперу и изменил название на «Безродный зять».
В 1950—1957 годах работал над оперой «Мать» по одноимённому роману Максима Горького. Премьера состоялась 26 октября 1957 года в Большом театре (режиссёр Николай Охлопков, дирижёр Борис Хайкин).
В 1958 году по личной просьбе Хренникова Никита Хрущёв отменил постановление 1948 года, тем самым реабилитировав композиторов, чьё творчество там критиковалось.
Только в конце 1950-х годов композитор вернулся к активной творческой работе. В этот период им были созданы Первый скрипичный концерт (1959), Первый виолончельный концерт (1964), Второй фортепианный концерт (1971), Третья симфония (1974), Второй скрипичный концерт (1975), балеты «Любовью за любовь» (1976) и «Гусарская баллада» (1979), Третий фортепианный концерт (1983), Второй виолончельный концерт (1986) и др.
В 1962 году, по личному приглашению Хренникова, в СССР приехал композитор Игорь Стравинский для празднования своего юбилея. По инициативе Хренникова, в Москве и Ленинграде были организованы торжества и концерты приуроченные к событию.
Поддерживал «партийную линию» в музыке, участвовал в гонениях на композиторов, в том числе на Софию Губайдулину (т. н. Хренниковская семёрка). Замалчиванию или систематическим нападкам подвергалось наследие русского авангарда, а также его исследователи.Не выпускались за границу отечественные музыковеды, занимавшиеся наследием русского авангарда, например, Николай Рославец.
Хренников активно поддерживал одарённых молодых музыкантов и помогал им в их творческом становлении. Среди них особо выделяются ныне всемирно известные музыканты Валерий Гергиев, Вадим Репин, Евгений Кисин и Максим Венгеров и др.
С 1961 года и до смерти преподавал в Московской консерватории имени П. И. Чайковского, с 1966 года — в статусе профессора. Среди его учеников были Вячеслав Овчинников, Александр Чайковский, Валерий Кикта, Татьяна Чудова, Михаил Броннер, Игорь Лученок, Александр Градский и др..

### Поздние годы
В последнее десятилетие свой жизни негативно высказывался о лидерах перестройки, распаде СССР и ликвидации соответствующих структур: «Здесь было предательство наших руководителей. Я считаю предателем партии и предателем народа Горбачёва и его приспешников, которые специально устроили травлю советского искусства […]».
Следующим образом отзывался об Иосифе Сталине и его эпохе: «Сталин, по-моему, музыку знал лучше, чем кто-либо из нас. Он постоянно ходил на спектакли Большого театра и часто водил туда Политбюро — воспитывал, так сказать, своих сотрудников. […] Сталин был совершенно нормальный человек. С ним часто спорил Фадеев, мне один раз пришлось поспорить. […] Вообще в СССР музыка, как в классической Древней Греции, была крупнейшим государственным делом. Духовное влияние крупнейших композиторов и исполнителей, формирующее умных и волевых людей, было огромным, в первую очередь через радио. Наш Союз композиторов обладал огромной материальной мощью. Мы в год имели 20 миллионов рублей! По тем временам — это колоссальная сумма. Мы строили дома, давали бесплатно квартиры. Создавали Дома творчества».
В это время Хренников активно работает над новыми сочинениями: он пишет Четвёртый фортепианный концерт, Второй струнный квартет, 5 романсов на стихи Бунина, балеты «Наполеон Бонапарт» и «Капитанская дочка» и др.
В 2004 году, в возрасте 91 года, написал вальс для симфонического оркестра к 250-летию Московского университета, который исполнялся на торжествах, посвящённых этому событию.
Тихон Хренников скончался 14 августа 2007 года в Москве на 95-м году жизни. Похороны прошли в Ельце 17 августа 2007 года. Ещё за несколько месяцев до своей кончины говорил о том, что хотел бы быть похоронен в Ельце, в городе, где он родился, который он очень любил, где были похоронены его родители. Администрация города, посоветовавшись со внуком и дочерью композитора, решила похоронить его в саду его собственного дома-музея, где он родился. По его завещанию на могиле был установлен православный крест, однако недалеко от могилы был установлен бюст Хренникова работы Льва Кербеля.

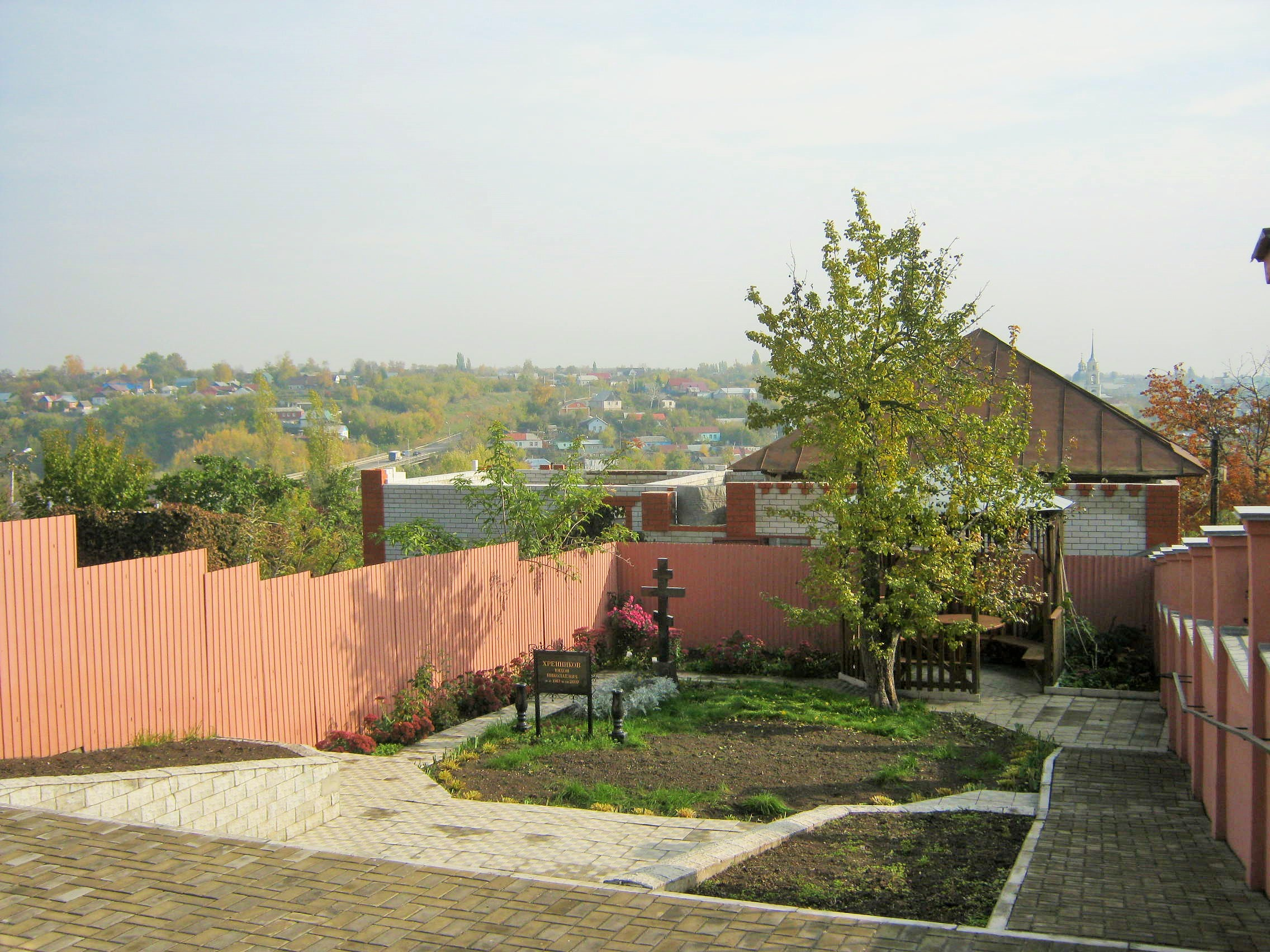
Могила Т. Н. Хренникова в Ельце.

### Семья
Жена (1936—2001) — Клара Арнольдовна Хренникова (урождённая Вакс, 1908—2001), журналистка, сестра драматурга и театрального критика Бориса Арнольдовича Вакса, кинооператора Михаила Арнольдовича Инсарова-Вакса и актрисы немого кино Марии Арнольдовны Арнази (Баршак); её первый муж — литературовед Анатолий Тарасенков.
Дочь — Наталья Хренникова (1940—2021), художница театра и кино. Внук — Андрей Кокарев (род. 1966), окончил МГИМО, президент благотворительного фонда Т. Хренникова в поддержку музыкальной культуры (от брака в 1966—1996 годах Натальи Хренниковой с Игорем Кокаревым). Правнук — Тихон Хренников (род. 1987), композитор, выпускник Московской консерватории.

## Творчество

### Стиль
Хренников работал практически во всех жанрах музыки: симфонии, оперы, балеты, инструментальные концерты, камерная вокальная и инструментальная музыка. Его стиль в симфонической и концертной музыке отличает яркость и виртуозность оркестровки, в том числе богатое и мастерское использование ударных инструментов (перкуссии), предельный лаконизм, лиричность и яркий мелодизм. Партии солирующих инструментов в концертах написаны очень виртуозно, но одновременно они имеют яркоокрашенную мелодическую линию. В некоторых зрелых и поздних сочинениях Хренников использует двенадцатитонную технику — додекафонию (например Второй концерт для фортепиано с оркестром, Третья симфония и др.).
Внушительное оперное творчество композитора можно разделить на два периода: ранний, где Хренников пишет полноформатные оперы с ариями, ансамблями, хорами с привычной структурой для этого жанра второй половины XIX — нач. XX вв. («В бурю», «Фрол Скобеев», «Мать»), проникнутые богатым мелодизмом, драматизмом, комизмом и лиричностью, местами пафосом; оперы этого периода отличает ещё и использование русских народных мотивов (частушки, пляски, песни); и поздний, в котором оперы («Мальчик-великан», «Белая ночь», «Доротея», «Голый король», «Золотой телёнок» и др.) написаны с разговорными диалогами (без пения), чередующимися ариями, дуэтами, ансамблями и хорами, подобно немецким зингшпилям, и представляют собой комические оперы с преобладанием ярко выраженного мелодизма, острой сатиры и лирических сцен.
Хренников сочинял также музыку к драматическим спектаклям и кинофильмам. Его уникальный мелодический дар особенно проявился при работе именно над такой музыкой и способствовал появлению многочисленных популярных песен. Примечательно, что Хренников, которого зачастую считают композитором-песенником, практически не писал отдельных песен. Все его знаменитые по сей день песни, такие как «Московские окна», «Давным-давно», «Песня о Москве», «Что так сердце растревожено», «Колыбельная Светланы», «Марш артиллеристов», «Как соловей о розе», «Ночь листвою чуть колышет» и многие другие были написаны так или иначе в рамках работы над музыкой к кино или спектаклям.
Произведения Хренникова исполнялись и исполняются крупнейшими отечественными и зарубежными музыкантами, среди которых: дирижёры Артуро Тосканини, Шарль Мюнш, Юджин Орманди, Леопольд Стоковский, Франц Конвичный, Евгений Светланов, Вероника Дударова, Геннадий Рождественский, Валерий Гергиев и др., пианисты Владимир Крайнев, Яша Немцов, Евгений Кисин, Екатерина Мечетина и др., скрипачи Леонид Коган, Игорь Ойстрах, Вадим Репин, Максим Венгеров и др., виолончелисты Мстислав Ростропович, Виктория Яглинг, Александр Рудин, Александр Рамм и др., оперные певцы Сергей Лемешев, Николай Гяуров, Матти Салминен, Ирина Архипова, Виргилиус Норейка, Евгений Нестеренко, Ирина Богачёва, Дмитрий Хворостовский и др., эстрадные певцы Муслим Магомаев, Леонид Утёсов, Иосиф Кобзон, Людмила Зыкина, Алла Пугачёва и др.

### Хренников — пианист
Хренников окончил Московскую консерваторию не только как композитор, но и как пианист по классу профессора Генриха Нейгауза, который заметив его исключительные способности к игре на фортепиано, лично пригласил его учиться в свой класс. Хренников был первым исполнителем почти всех своих фортепианных произведений, таких как Первый (1933), Второй (1972) и Третий (1983) фортепианные концерты, 5 пьес для фортепиано (1933), 3 пьесы для фортепиано (1935) и др. Хренников начал выступать как концертирующий пианист ещё учась в консерватории и занимался этим почти всю жизнь, вплоть до конца 1980-х годов. Зачастую он аккомпанировал вокалистам, которые пели его арии из опер, романсы или песни. Помимо многочисленных авторских концертов в городах СССР, он очень много и плодотворно выступал за рубежом. Его авторские концерты неоднократно проходили в США, Великобритании, Японии, Франции, Испании, Италии, Австрии, ФРГ, ГДР, Норвегии, Югославии, Болгарии, Чехословакии, Венгрии, Польше и др.

### Произведения

#### Оперы
- «В бурю» (в 4 актах, на либретто А. М. Файко, по роману «Одиночество» Н. Е. Вирты, 1939, 2-я редакция — 1952)
- «Фрол Скобеев» («Безродный зять») (в 4 актах, на либретто С. А. Ценина по мотивам «Комедии о российском дворянине Фроле Скобееве» Д. В. Аверкиева, 1950, 2-я редакция — 1966)
- «Мать» (в 4 актах, на либретто А. М. Файко, по одноимённому роману М. Горького, 1957)
- «Мальчик-великан» (в 3 актах, для детей, на либретто Н. И. Сац и Н. Я. Шестакова по пьесе «Мик» Н. Я. Шестакова, 1969)
- «Много шума из-за… сердец» (комическая, в 2 актах, на либретто Б. А. Покровского по мотивам комедии У. Шекспира «Много шума из ничего», 1972)
- «Доротея» (комическая, в 2 актах, на либретто Я. А. Халецкого, по пьесе Р. Шеридана «Дуэнья», 1983)
- «Золотой телёнок» (комическая, в 2 актах, на либретто Я. А. Халецкого, по мотивам одноимённого романа И. Ильфа и Е. Петрова, 1984)
- «Голый король» (комическая, в 2 актах, по одноимённой пьесе Е. Шварца, 1988).

#### Оперетты
- «Сто чертей и одна девушка» (в 3 действиях, 1963)
- «Белая ночь» (музыкальная хроника в 2 частях, 1967)
- «Чудеса, да и только!» (мюзикл в 2 действиях, для детей, 2001)
- «В 6 часов вечера после войны» (мюзикл, 2003)

#### Балеты
- «Наш двор» (одноактный, для детей, 1970)
- «Любовью за любовь» (в 2 актах, на либретто В. Боккадоро и Б. А. Покровского, по мотивам комедии «Много шума из ничего» у. Шекспира, 1976)
- «Гусарская баллада» (в 3 актах, на либретто О. М. Виноградова. по мотивам пьесы «Давным-давно» А. К. Гладкова, 1979)
- «Наполеон Бонапарт» (в 2 актах, на либретто А. А. Белинского и А. Б. Петрова, по мотивам исторической хроники, 1995)
- «Капитанская дочка» (в 2 актах, на либретто В. Н. Бутримовича, по одноимённой повести А. С. Пушкина, 1999).

#### Симфонии
- Симфония № 1 си-бемоль минор (1935)
- Симфония № 2 до минор (1942, 2-я ред. 1944)
- Симфония № 3 ля мажор (1973)

#### Для инструментов с оркестром
- Концерт № 1 для фортепиано с оркестром (1933),
- Концерт № 2 для фортепиано с оркестром (1971),
- Концерт № 3 для фортепиано с оркестром (1983),
- Концерт № 4 для фортепиано со струнным оркестром и ударными (1991),

- Концерт № 1 для скрипки с оркестром (1959),
- Концерт № 2 для скрипки с оркестром (1975),
- Три пьесы для скрипки с оркестром (1978),

- Концерт № 1 для виолончели с оркестром (1964),
- Концерт № 2 для виолончели с оркестром (1986).

#### Для оркестра
- Сюита из музыки к спектаклю «Мик» для малого симфонического оркестра и голоса (1934)
- Сюита из музыки к спектаклю «Много шума из ничего» (1936)
- Сюита из музыки к спектаклю «Дон Кихот» (1942)
- Сюита из музыки к балету «Любовью за любовь» (1982)
- Сюита из музыки к балету «Гусарская баллада» (1983)
- Сюита из музыки к балету «Наполеон Бонапарт» (составитель правнук композитора Т. А. Хренников)
- Сюита из музыки к балету «Капитанская дочка» (составитель правнук композитора Т. А. Хренников)
- Вальс «Татьянин день» к 250-летию МГУ им. Ломоносова (2004)

#### Камерная музыка
- 3 вальса для фортепиано: «Воспоминание», «Грёзы», «Фантазия» (1925)
- Этюд для фортепиано (1926)
- Марш для фортепиано (1926)
- Вальс для фортепиано (1926)
- Струнный квартет (1931)
- Соната для скрипки и виолончели (1932)
- 5 пьес для фортепиано (1933)
- Партита для струнного квартета (1933)
- 3 пьесы для фортепиано (1935)
- Струнный квартет № 1 (1989)
- Соната для виолончели и фортепиано (1989)
- 5 пьес для духовых деревянных инструментов (1990)
- Струнный квартет № 2 (1993)
- 6 детских пьес для фортепиано (2002)

#### Для хора
- 3 поэмы для хора без сопровождения (сл. Н. А. Некрасова, 1971)
- для хора с сопровождением — «Есть на севере хороший городок» (сл. В. М. Гусева, 1942), «Уральцы бьются здорово» (сл. А. Л. Барто, 1942) и др.)
- 3 поэмы для хора a capella (сл. А. А. Некрасова, 1990)
- «Живи, Елец!» для хора и фортепиано (песня, 1996)
- Хор «Вечерняя заря»(сл. Л. Н. Модзалевского, 2001)

#### Вокальные
- «Колыбельная» на слова М. Ю. Лермонтова для голоса и фортепиано (1929)
- Романс «Старый муж, грозный муж» (сл. А. С. Пушкина, 1931)
- Вокализ для сопрано и струнного квартета (1932)
- Дуэт «Тришкин кафтан» для мужского и женского голосов и фортепиано (1934)
- Романс «Берёзка» на стихи С. А. Есенина для голоса и фортепиано (1935)
- для голоса с фортепиано — 3 романса на стихи А. С. Пушкина («Не пой, красавица, при мне…», «Зимняя дорога» («Сквозь волнистые туманы»), «Я здесь, Инезилья», 1935)
- 3 сонета У. Шекспира для голоса и фортепиано (1988)
- 5 романсов на стихи И. А. Бунина (1992)
- 2 дуэта на стихи средневекового армянского поэта Н. Кучака (перевод Г. Митина) для сопрано и тенора (2000)

#### Песни
- «Октябрьская тревога» (сл. И. П. Уткина, 1931)
- «Песня о парке» (сл В. М. Гусева, 1936)
- «Три пана» (сл. А. Б. Раскина и М. Р. Слободского, 1940)
- «Вороны фашистские будут перебиты» (сл. С. Я. Алымова, 1941)
- «Воевать мы мастера» (сл. В. И Лебедева-Кумача, 1941)
- Голландская антифашистская песня на слова Б. Балаш (1941)
- «Песня о московской девушке», «Песня о дружбе» (обе на сл. А. Л. Барто, 1941)
- «Серенада» (сл. П. Г. Антокольского, 1941)
- «Прощание» (сл. Ф. Т. Кравченко, 1942)
- «Есть на севере хороший городок» (сл. В. М. Гусева, 1942)
- «Новогодняя» (сл. Е. Шатуновского, 1942)
- «Уральцы бьются здорово» (сл. А. Л. Барто, 1942)
- «Все за Родину» (сл. В. М. Гусева, 1942)
- 5 песен на стихи Р. Бёрнса в переводе С. Я. Маршака (1942)
- «Песня Советского Союза» (сл. В. М. Гусева, 1943)
- «Песня лучинцев» (сл. В. Ромашова, 1943)
- «Песня о лётчике» (сл. братьев Тур, 1943)
- «Ждём домой» (сл. Г. Славина, 1944)
- «Песня о песне» (сл. В. Тихонова, 1944)
- «Письмо другу» (сл. Б. Левани, 1945)
- «Песня армии Чуйкова» (совместно с М. И. Блантером, 1945)
- «Поезд идёт всё быстрей» (сл. А. А. Коваленкова, 1947)
- «Студенческая» (сл. М. А. Светлова, 1947)
- «Лодочка», «Мы вам расскажем», «Что так сердце растревожено», «Песенка верных друзей» (все на сл. М. Л. Матусовского, 1954)
- «Московские окна» (сл. М. Л. Матусовского, 1960)
- «Утренняя песня» (сл. Я. А. Халецкого, 1960)
- «Наша советская страна» (1964)
- 3 песни для голоса и фортепиано (сл. Ю. С. Энтина, 2002)
- «Песня кроликов» для голоса и фортепиано (сл. В. Рябова, 2003)

#### Музыка к спектаклям
- «Мик» Н. Я. Шестакова (в соавторстве с Л. А. Половинкиным) (1934, Московский театр для детей)
- «Много шума из ничего» У. Шекспира (1936, Театр имени Е. Б. Вахтангова, Москва)
- «Без вины виноватые» A. H. Островского (1937, там же)
- «Большой день» В. М. Киршона (в соавторстве с А. А. Голубенцевым, 1937, там же)
- «Шёл солдат с фронта» («Я сын трудового народа») В. П. Катаева (1938, там же)
- «Романтики» Э. Ростана (1940, Центральный детский театр, Москва)
- «Дон Кихот» М. А. Булгакова (по М. де Сервантесу, 1941, Театр им. Е. Б. Вахтангова)
- «Давным-давно» А. К. Гладкова (1942, Центральный театр Красной Армии, Москва)
- «Концерт» А. М. Файко (1936, Московский театр Революции)
- «День рождения» братьев Тур (1944, ЦТКА)
- «Офицер флота» А. А. Крона (1944, филиал МХАТ им. Горького)
- «Умные вещи» С. Я. Маршака (1965, Малый театр)
- «Фуэнте Овехуна» Л. де Веги

#### Музыка к фильмам
- 1926 — «Мать» (во 2-й редакции фильма, 1968)
- 1938 — «Борьба продолжается»
- 1941 — «Свинарка и пастух»
- 1944 — «В шесть часов вечера после войны»
- 1947 — «Поезд идёт на восток»
- 1950 — «Донецкие шахтёры»
- 1950 — «Кавалер Золотой Звезды»
- 1954 — «Верные друзья»
- 1956 — «Много шума из ничего»
- 1958 — «Капитанская дочка»
- 1962 — «Гусарская баллада»
- 1964 — «Товарищ Арсений»
- 1967 — «Пароль не нужен»
- 1969 — «Трое» (текст песен М. Л. Матусовского)
- 1972 — «Вера, надежда, любовь»
- 1972 — «Руслан и Людмила»
- 1973 — «Таланты и поклонники» (совместно с А. В. Чайковским)
- 1976 — «Додумался, поздравляю!»
- 1978 — «Время выбрало нас»
- 1978 — «Дуэнья»
- 1979 — «Антарктическая повесть»
- 1980 — «Копилка»
- 1982 — «Любимые песни» (короткометражный) (совместно с др.)
- 1982 — «Операция на сердце» (фильм-спектакль)
- 1983 — «Любовью за любовь»
- 1983 — «Умные вещи» (фильм-спектакль)
- 1989 — «Маша и три медведя» (короткометражный)
- 1989 — «Ты помнишь наши встречи…» (фильм-концерт, короткометражный) (совместно с др.)
- 1993 — «Люблю» (короткометражный) (песни)
- 2000 — «Два товарища»
- 2001 — «Московские окна»

### Другое

#### Роли в кино
- 1947 — «Поезд идёт на восток» — пассажир в вагоне-ресторане
- 1962 — «Голубой огонёк-1962» (фильм-спектакль) — композитор и аккомпаниатор

#### Участие в фильмах
- 1967 — Композитор Тихон Хренников (документальный)
- 1987 — …Всё, что на сердце у меня… (документальный)
- 2005 — Круговорот жизни (документальный)
- 2006 — 100 лет неодиночества. Игорь Моисеев (документальный)
- 2006 — Михаил Матусовский (из цикла передач телеканала ДТВ «Как уходили кумиры») (документальный)
- 2006 — Майя Кристалинская (из цикла передач телеканала ДТВ «Как уходили кумиры») (документальный)
- 2006 — Три с половиной жизни Ивана Пырьева (документальный)

#### Архивные кадры
- 2005 — Шпаликов: Людей теряют только раз… (документальный)
- 2007 — Марина Ладынина. От страсти до ненависти (документальный)
- 2009 — Песня остаётся с человеком. Аркадий Островский (документальный)

## Оценка творчества
«На мой взгляд, Тихон Николаевич Хренников — явление в музыке огромное. <…> Он буквально с самых первых сочинений показал себя музыкантом талантливым, своеобразным. Он сразу завоевал всеобщие симпатии и любовь не только в среде профессионалов, но и у самой широкой публики.
Хренников на редкость своеобразный композитор. Ему, как известно, подвластны все жанры, но на всем — с удовольствием повторю это слово — на всем лежит печать завидного дарования и выдающегося мастерства, собственного, глубоко личного, индивидуального почерка, интонации…»
— Леонид Коган 
Новейшая критика тесно связывает эстетику композитора с особенностями культуры советского периода:

В своём творчестве композитор счастливо проплыл мимо всех острых углов и неизбежных, казалось бы, влияний. Обогнул опасный трагизм Д. Д. Шостаковича, обошёлся без американистых блюзов И. О. Дунаевского, не опустился до поощряемой безграмотной халтуры и избавил от всякого налёта модерновости стиль своего высокомерного кумира С. С. Прокофьева. В результате получилась бодрая, ритмично-жанровая (то вальсок, то полька, а то вдруг и болеро проскочит) и, в общем, очень неплохая музыка, призванная демонстрировать советский оптимизм, советское композиторское качество и безграничные возможности советских исполнителей.
— Е. Бирюкова. «Музыка для детей и юношества» // «Время новостей», № 38, 2 марта 2001.
Другой критик, усиливая ту же мысль, отмечает:

От современников и предшественников Хренникова отличает какой-то особенный розовощёкий оптимизм гражданина страны сытой и спокойной, о которой все много читали, но в которой за семьдесят лет так никто и не побывал. <…> Слушая Хренникова, пропускаешь мимо ушей технические огрехи исполнителей, не устаёшь поражаться: ведь только ему одному удалось создать музыку несуществовавшего и несуществующего государства, живущего в заветном «светлом будущем».
— Михаил Фихтенгольц. Музыка светлого будущего // «Известия», 2 марта 2001.
О пианистических качествах Хренникова говорит Владимир Крайнев:

В принципе я глубоко убеждён, что профессиональный исполнитель всегда имеет преимущество по сравнению с играющим композитором. Исполнитель, если он настоящий музыкант, артист, вносит в музыку нечто такое, о чём, быть может, и сам автор не подозревал. Однако в случае с Хренниковым иное… Сколько ни слушал у него Второй концерт, а ныне вот и Третий, вынужден констатировать: невзирая ни на какие технические трудности, он предельно точно выражает то, что записано им в нотах.
Вообще говоря, достаточно заглянуть в клавир или партитуру, чтобы выяснить, умеет тот или иной композитор играть на рояле или нет. У Хренникова сразу прочитывается, что перед нами композитор-пианист, и притом очень хороший пианист. Он великолепно знает, чувствует и учитывает не только специфические возможности инструмента, но и возможности исполнителя, всю пианистическую структуру. А ведь такая органичность свойственна далеко не всем создателям фортепианной музыки, в том числе даже и классикам…
—  // 1983

## Общественная деятельность
- Член ВКП(б) с 1947 года
- Член Центральной ревизионной комиссии КПСС (1961—1976)
- Кандидат в члены ЦК КПСС (1976—1990)
- Депутат Верховного Совета СССР 6—11 созывов (1962—1989)
- Депутат Верховного Совета РСФСР 3—5 созывов
- Председатель советско-итальянской парламентской группы Верховного Совета СССР (с 1970)
- Генеральный (1948—1957), первый (1957—1991) секретарь Правления Союза композиторов СССР
- Заместитель председателя Комитета по Ленинским и Государственным премиям СССР в области литературы, искусства и архитектуры при Совете Министров СССР
- Президент Музыкальной секции Всесоюзного общества культурной связи с заграницей (с 1949)
- Президент Ассоциации музыкальных деятелей Союза советских обществ дружбы с зарубежными странами (с 1975)
- Член Советского комитета защиты мира (с 1948)
- Руководитель Оргкомитета Международного конкурса им. П. И. Чайковского в Москве (с 1978)
- Председатель Оргкомитета 1-го Международного музыкального фестиваля в СССР (1981)
- Председатель Конкурса молодых композиторов России
- Академик Национальной академии кинематографических искусств и наук России.
- Член редакционной коллегии журнала «Советский моряк»

## Награды и звания

### Звания
- Заслуженный артист РСФСР (1950)
- Народный артист РСФСР (1954)
- Народный артист СССР (1963)

### Премии
- Сталинская премия второй степени (1942) — за музыку к к/ф «Свинарка и пастух» (1941)[39]
- Сталинская премия второй степени (1946) — за музыку к к/ф «В шесть часов вечера после войны» (1944)
- Сталинская премия второй степени (1952) — за музыку к к/ф «Донецкие шахтёры» (1950)
- Государственная премия СССР (1967) — за цикл инструментальных концертов (концерт для скрипки с оркестром, концерт для виолончели с оркестром)
- Ленинская премия (1974) — за 2-й концерт для фортепиано с оркестром
- Государственная премия РСФСР имени М. И. Глинки (1979) — за 2-й концерт для скрипки с оркестром
- Премия Президента Российской Федерации в области литературы и искусства 2002 года (13 февраля 2003 года)[40].

### Награды
- Герой Социалистического Труда (1973)
- Четыре ордена Ленина (1963, 1971, 1973, 1983)
- Два ордена Трудового Красного Знамени (1966, 1988)
- Орден Почёта (1998) — за большие заслуги в области музыкального искусства[41]
- Медаль «За доблестный труд в Великой Отечественной войне 1941-1945 гг.» (1946)
- Медаль «За оборону Москвы» (1946)
- Медаль «За победу над Германией в Великой Отечественной войне 1941-1945 гг.» (1946)
- Медаль «В память 800-летия Москвы» (1947)
- Медаль «Двадцать лет победы в Великой Отечественной войне 1941-1945 гг.» (1965)
- Медаль «Тридцать лет Победы в Великой Отечественной войне 1941-1945 гг.» (1975)
- Медаль «Сорок лет Победы в Великой Отечественной войне 1941-1945 гг.» (1985)
- Медаль «Ветеран труда» (1995)
- Медаль «50 лет Победы в Великой Отечественной войне 1941—1945 гг.» (1995)
- Медаль «В память 850-летия Москвы» (1997)
- Медаль «60 лет Победы в Великой Отечественной войне 1941—1945 гг.» (2005)
- Медаль «За укрепление боевого содружества»

### Международные награды и звания
19?? — Нагрудный знак «За заслуги перед польской культурой» (Польша)
19?? — Медаль «Дружба» (Монголия)
1959 — Серебряная медаль Всемирного совета мира
1968 — Орден «Кирилл и Мефодий» 1-й степени (НРБ)
1970 — Член-корреспондент Немецкой академии искусств (ГДР)
1970 — Медаль «25 лет Народной власти» (НРБ)
1976 — Академик Тиберийской академии (Италия)
1977 — Премия Международного музыкального совета ЮНЕСКО
1981 — Член «Золотого легиона» (Италия)
1982 — Медаль «100 лет со дня рождения Георгия Димитрова» (1882—1982) (Болгария)
1983 — Орден «Звезда дружбы народов» (ГДР)
1984 — Академик Академии Санта-Чечилия (Италия)
1985 — Орден «За культурные заслуги» (Румыния)
1985 — Медаль Р. Штрауса (ГДР)
1994 — Офицер Ордена искусств и литературы (Франция)
2003 — Медаль Моцарта ЮНЕСКО

### Награды и премии общественных и иных организаций
- 1963 — Почётный знак 1-й степени городского совета Софии (Болгария)
- 1965 — Почётный гражданин города Русе (Болгария)
- 1969 — Почётная медаль «Борец за мир» Советского комитета защиты мира
- 1972 — Почётный гражданин города Бургас (Болгария)
- 1972 — Почётный гражданин города Елец
- 1972 — Ветеран 4-й гвардейской танковой армии
- 1980 — Медаль «За вклад культуры и искусства в развитие Чехословацко-советской дружбы» (ЧССР)
- 1980 — Медаль имени А. В. Александрова
- 2000 — Памятный знак Академии управления МВД РФ
- 2002 — Премия МВД России
- 2002 — Почётная премия РАО «За вклад в развитие науки, культуры и искусства»
- 2003 — Медаль «Достойному» Российской академии художеств
- 2003 — Премии «Российский национальный Олимп» (Орден «За честь и доблесть» и нагрудный знак «Золотой Олимп»)
- 2004 — Почётный гражданин Липецкой области
- 2004 — Рубиновый крест Благотворительного фонда «Меценаты столетия»
- 2005 — Медаль «За особый вклад в развитие Кузбасса» 1-й степени
- 2005 — Общественная премия «Патриот Москвы»
- 2006 — Орден миротворца 1-й степени Всемирного благотворительного альянса «Миротворец»
- Приз «Золотой диск» фирмы «Мелодия»

### Награды кинофестивалей
- 2001 — Приз за лучшую музыку к к/ф «Два товарища» (КФ «Литература и кино» в Гатчине)

## Память

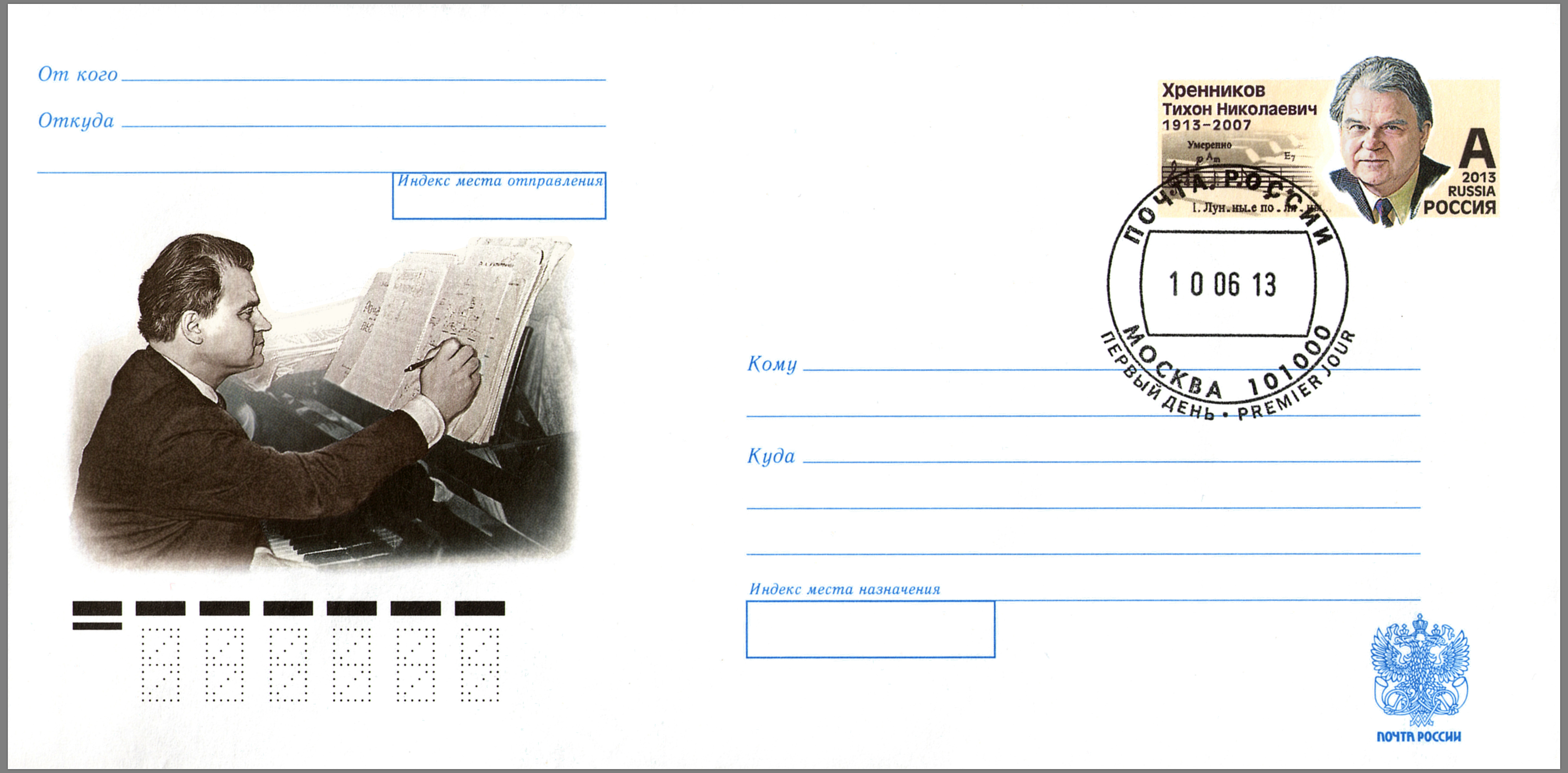
Почтовый конверт, выпущенный к столетию со дня рождения Тихона Хренникова. Почта России, 2013 г.,

- Имя Хренникова носит Елецкий государственный колледж искусств[42]
- В 1990 году был образован Квартет имени Т. Н. Хренникова, в составе которого в настоящее время выступают Владимир Семянников (скрипка), Александр Семянников (скрипка), Станислав Корякин (альт), Надежда Федорченко (виолончель).[43]
- 2 апреля 1999 года в честь Т. Н. Хренникова назван астероид (4515) Хренников, открытый в 1973 году советским астрономом Н. С. Черных.
- 10 сентября 2000 года в Ельце состоялось торжественное открытие первого в стране дома-музея Т. Н. Хренникова по адресу ул. Ленина, 99[44].
- 30 июля 2008 года в Липецке появилась улица Т. Хренникова.
- 14 августа 2008 года в саду дома-музея Т. Н. Хренникова в Ельце установили памятник композитору работы А. М. Таратынова. В Ельце присвоено его имя школе, в которой учился композитор в детстве.
- В апреле 2015 года в Москве на доме 10 в Плотниковом переулке, где с 1981 по 2007 гг. проживал Т. Хренников, была установлена памятная доска. В церемонии открытия мемориальной доски приняли участие Валерий Гергиев, Иосиф Кобзон, министр культуры РФ Владимир Мединский и глава департамента культуры Москвы Александр Кибовский[45].
- Правнук Хренникова композитор Тихон Андреевич Хренников написал виолончельную пьесу «Всё не вечно» памяти прадеда[46].
- В июне 2023 года в Ельце открыт памятник композитору работы Зураба Церетели[47].
- В Ельце проводится ежегодный музыкальный фестиваль Тихона Хренникова.

## Адреса в Москве
- Ул. Чаянова, д. 10, стр. 1, 2.
- Плотников пер., д. 10[48].